# Coalescentie (scheikunde)
Coalescentie (van het Latijnse coalescere, aaneengroeien) is het samenvloeien van gecoaguleerde vloeistofdruppels of van gasbellen. Coalescentie is het tegengestelde van dispergeren (tot een dispersie maken).
Er bestaat geen algemeen aanvaarde theorie die het coalescentieproces geheel kan verklaren, maar toch is duidelijk dat bij dit dynamische verschijnsel oppervlaktespanning en viscositeit een grote rol spelen. Daardoor is het coalescentiegedrag afhankelijk van temperatuur en chemisch milieu (concentratie, oplosmiddel, pH), terwijl ook de overdracht door het oppervlak van oppervlakte-actieve stoffen veel invloed kan hebben (Marangoni-effect).
Coalescentie is onder meer van belang bij gasabsorptie in bellenzuilen en in beluchtingstanks en bij het breken van aardolie-emulsies in zeewater.